# Karstenula rhodostoma
Karstenula rhodostoma är en svampart som först beskrevs av Alb. & Schwein., och fick sitt nu gällande namn av Speg. 1879. Karstenula rhodostoma ingår i släktet Karstenula och familjen Melanommataceae.  Arten är reproducerande i Sverige. Inga underarter finns listade i Catalogue of Life.